# Diocesi di Pensacola-Tallahassee
La diocesi di Pensacola-Tallahassee (in latino: Dioecesis Pensacolensis-Talloseiensis) è una sede della Chiesa cattolica negli Stati Uniti d'America suffraganea dell'arcidiocesi di Miami. Nel 2021 contava 64.077 battezzati su 1.529.926 abitanti. È retta dal vescovo William Albert Wack, C.S.C.

## Territorio

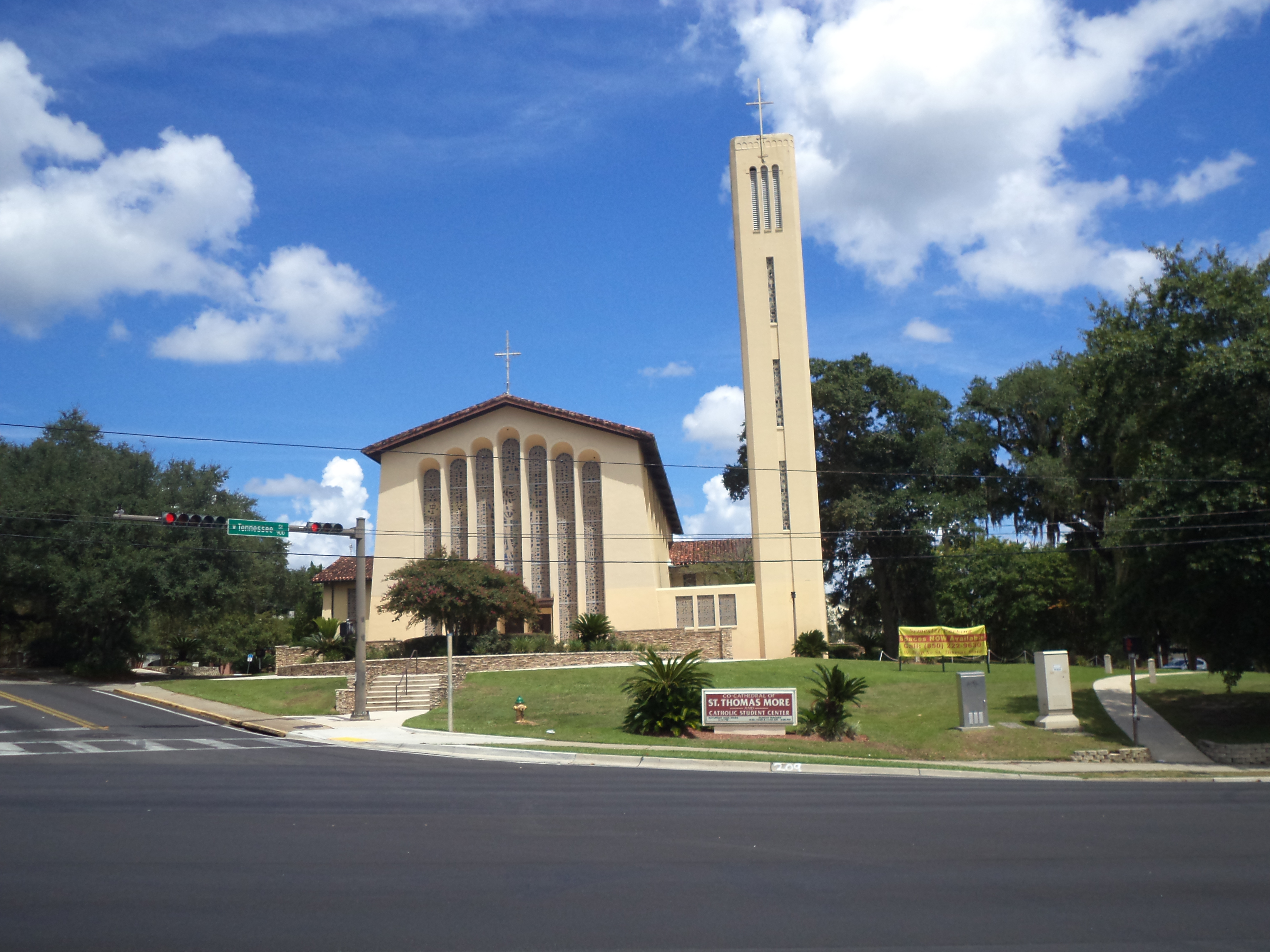
La concattedrale di San Tommaso Moro a Tallahassee.

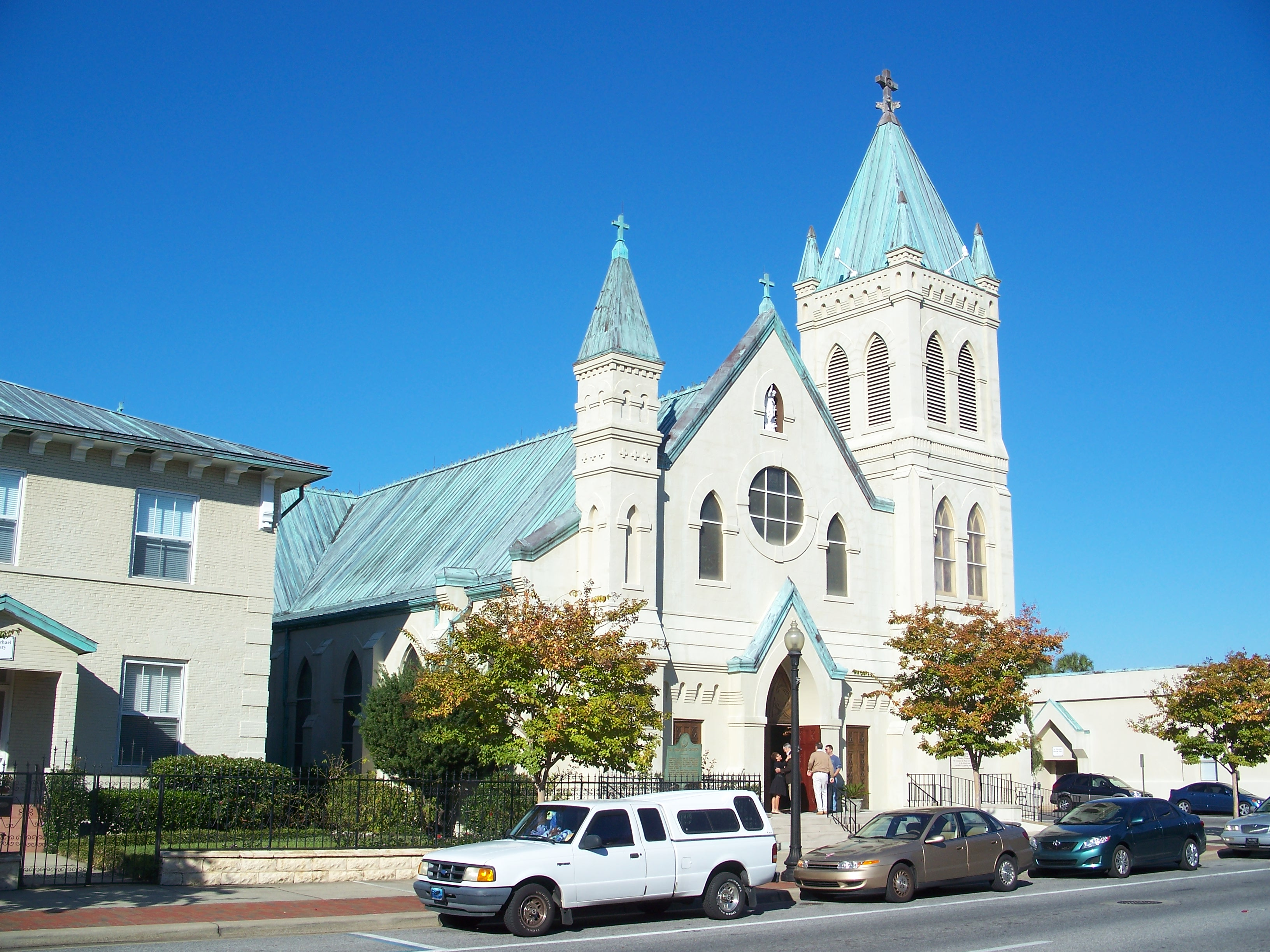
La basilica minore di San Michele Arcangelo a Pensacola.

La diocesi si estende nella parte nord-occidentale della Florida, negli Stati Uniti d'America e comprende 18 contee: Bay, Calhoun, Escambia, Franklin, Gadsden, Gulf, Holmes, Jackson, Jefferson, Leon, Liberty, Madison, Okaloosa, Santa Rosa, Taylor, Wakulla, Walton e Washington.
Sede vescovile è la città di Pensacola, dove si trova la cattedrale del Sacro Cuore (Sacred Heart). Nella città di Tallahassee si trova invece la concattedrale di San Tommaso Moro (Co-Cathedral of St Thomas More). A Pensacola sorge la basilica minore di San Michele Arcangelo.
Il territorio si estende su 36.726 km² ed è suddiviso in 50 parrocchie, raggruppate in 4 decanati.

## Storia
La diocesi è stata eretta il 1º ottobre 1975 con la bolla Sapienter quidem di papa Paolo VI, ricavandone il territorio dalla diocesi di Saint Augustine.

## Cronotassi dei vescovi
Si omettono i periodi di sede vacante non superiori ai 2 anni o non storicamente accertati.
- René Henry Gracida (1º ottobre 1975 - 19 maggio 1983 nominato vescovo di Corpus Christi)
- Joseph Keith Symons (4 ottobre 1983 - 12 giugno 1990 nominato vescovo di Palm Beach)
- John Mortimer Fourette Smith † (25 giugno 1991 - 21 novembre 1995 nominato vescovo coadiutore di Trenton)
- John Huston Ricard, S.S.J. (20 gennaio 1997 - 11 marzo 2011 dimesso)[1]
- Gregory Lawrence Parkes (20 marzo 2012 - 28 novembre 2016 nominato vescovo di Saint Petersburg)
- William Albert Wack, C.S.C., dal 29 maggio 2017

## Statistiche
La diocesi nel 2021 su una popolazione di 1.529.926 persone contava 64.077 battezzati, corrispondenti al 4,2% del totale.
| anno | popolazione | popolazione | popolazione | presbiteri | presbiteri | presbiteri | presbiteri                | diaconi | religiosi | religiosi | parrocchie |
| anno | battezzati  | totale      | %           | numero     | secolari   | regolari   | battezzati per presbitero | diaconi | uomini    | donne     | parrocchie |
| ---- | ----------- | ----------- | ----------- | ---------- | ---------- | ---------- | ------------------------- | ------- | --------- | --------- | ---------- |
| 1976 | 37.057      | 691.841     | 5,4         | 45         | 36         | 9          | 823                       |         | 9         | 77        | 30         |
| 1980 | 40.823      | 819.811     | 5,0         | 59         | 50         | 9          | 691                       |         | 9         | 76        | 40         |
| 1990 | 52.590      | 1.122.783   | 4,7         | 96         | 83         | 13         | 547                       | 46      | 13        | 73        | 59         |
| 1999 | 65.904      | 1.274.580   | 5,2         | 80         | 71         | 9          | 823                       | 40      | 4         | 56        | 54         |
| 2000 | 67.222      | 1.286.000   | 5,2         | 91         | 81         | 10         | 738                       | 51      | 15        | 54        | 49         |
| 2001 | 67.425      | 1.215.358   | 5,5         | 95         | 80         | 15         | 709                       | 57      | 20        | 53        | 49         |
| 2002 | 70.204      | 1.251.819   | 5,6         | 102        | 60         | 42         | 688                       | 52      | 49        | 53        | 60         |
| 2003 | 62.553      | 1.274.000   | 4,9         | 77         | 63         | 14         | 812                       | 54      | 20        | 52        | 50         |
| 2004 | 62.289      | 1.267.077   | 4,9         | 87         | 79         | 8          | 715                       | 56      | 13        | 44        | 49         |
| 2010 | 74.868      | 1.381.566   | 5,4         | 94         | 77         | 17         | 796                       | 67      | 22        | 27        | 49         |
| 2013 | 77.400      | 1.427.000   | 5,4         | 93         | 78         | 15         | 832                       | 59      | 20        | 23        | 49         |
| 2016 | 67.316      | 1.463.116   | 4,6         | 92         | 83         | 9          | 731                       | 64      | 14        | 24        | 50         |
| 2019 | 67.458      | 1.500.427   | 4,5         | 96         | 86         | 10         | 702                       | 71      | 21        | 19        | 44         |
| 2021 | 64.077      | 1.529.926   | 4,2         | 93         | 81         | 12         | 689                       | 63      | 17        | 15        | 50         |